# James McLane
James McLane (n. 13 septembrie 1930, Pittsburgh, Pennsylvania, SUA – d. 13 decembrie 2020, Ipswich⁠(d), Massachusetts, SUA) a fost un înotător ce a reprezentat Statele Unite ale Americii, medaliat olimpic. A participat la 2 ediții ale Jocurilor Olimpice (1948, 1952) în care a câștigat 5 medalii de aur și o medalie de argint.